# Menhir de Champ-Dolent
Le menhir de Champ-Dolent est situé à Dol-de-Bretagne dans le département français d'Ille-et-Vilaine.

## Historique
Le menhir a été maintes fois mentionné dans différents ouvrages du XIXe siècle. 

« C’est à un quart de lieue de la ville qu’il faut aller chercher la fameuse pierre du Champ-Dolent. Ce nom rappelle-t-il des sacrifices humains ? Mon guide me dit gravement qu’elle a été placée là par César. Était-elle jadis au sein des forêts ? Maintenant elle se trouve au beau milieu d’un champ cultivé. Ce Menhir a vingt-huit pieds de haut et se termine en pointe ; à sa base il a, suivant ma mesure, huit pieds de diamètre. Au total, c’est un bloc de granit grisâtre dont la forme représente un cône légèrement aplati.
Il faut noter que ce granit ne se retrouve qu’à plus de trois quarts de lieue de la ville, au Mont-Dol, colline entourée de marécages et qui probablement fut une île autrefois. La pierre du Champ-Dolent repose sur une roche de quartz dans laquelle elle s’enfonce de quelques pieds. Par quel mécanisme les Gaulois, que nous nous figurons si peu avancés dans les arts, ont-ils pu transporter une masse de granit longue de quarante pieds et épaisse de huit ? Comment l’ont-ils dressée ? »

— Stendhal, Mémoires d'un touriste, II, 1854, p. 50-51.

Il fait l’objet d’un classement au titre des monuments historiques depuis 1889,. Joseph Déchelette le mentionne «comme l'un des plus beaux menhirs de France».

## Description
Le menhir a été élevé sur un point surplombant le marais de Dol, à environ 30 mètres d’altitude, à l’interfluve entre le ruisseau du Tertre Bintin (à l’ouest) et d'un autre ruisseau sans nom (à l’est). C'est un monolithe de forme conique en granite roux à petit grain qui a été extrait d'un site situé à plus de 4 km de distance. Il mesure 9,30 m de hauteur, ce qui en fait l'un des plus grands menhirs dressés de Bretagne,. Son périmètre est de 7 m au sol et de 8,70 m à 1,50 m du sol. Son poids est estimé à 50 tonnes. Sa surface a fait l'objet d'un bouchardage.
Il a été surmonté d’un christ en croix au XIXe siècle désormais démonté.

## Folklore
Selon une tradition, la pierre aurait surgi du sol pour séparer deux frères qui s'apprêtaient à se livrer combat, une légende identique est associée à la Pierre du Domaine de Plerguer. Selon une croyance populaire, le menhir s'enfonce progressivement en terre, d'un pouce tous les cent ans et lorsqu'il disparaîtra complètement viendra le jugement dernier. Selon une autre croyance, la Lune mange un morceau du menhir chaque nuit.

## Copie
Une copie de ce menhir a été fabriquée pour les besoins d'une série de télévision Le Champ Dolent, le roman de la Terre de Hervé Baslé. Cette copie se situe aujourd'hui à l'entrée de la commune de Saint-M'Hervé.